# نيكولاس أتكن
نيكولاس أتكن (بالإنجليزية: Nicholas Atkin)‏ هو مؤرخ بريطاني، ولد في 18 سبتمبر 1960، وتوفي في 22 أكتوبر 2009.